# Liste der Monuments historiques in Voillans
Die Liste der Monuments historiques in Voillans führt die Monuments historiques in der französischen Gemeinde Voillans auf.

## Liste der Objekte
| Bezeichnung | Beschreibung          | Standort                                    | Kennzeichnung | Schutzstatus | Datum | Bild |
| ----------- | --------------------- | ------------------------------------------- | ------------- | ------------ | ----- | ---- |
| Glocke      | Bronze, 1484 gegossen | in der Kirche Nativité-de-Notre-Dame (Lage) | PM25001456    | Classé       | 1906  |      |